# Półwysep Malajski

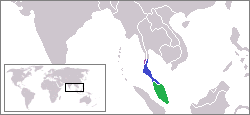
Lokalizacja Półwyspu Malajskiego

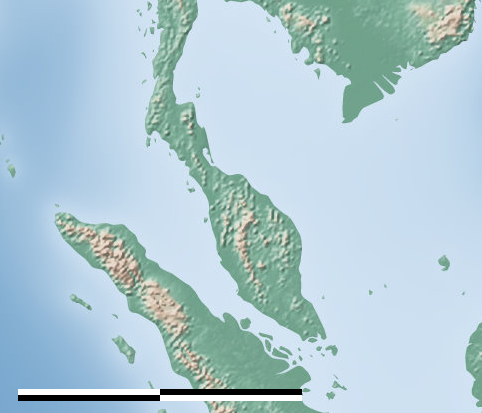
Półwysep Malajski

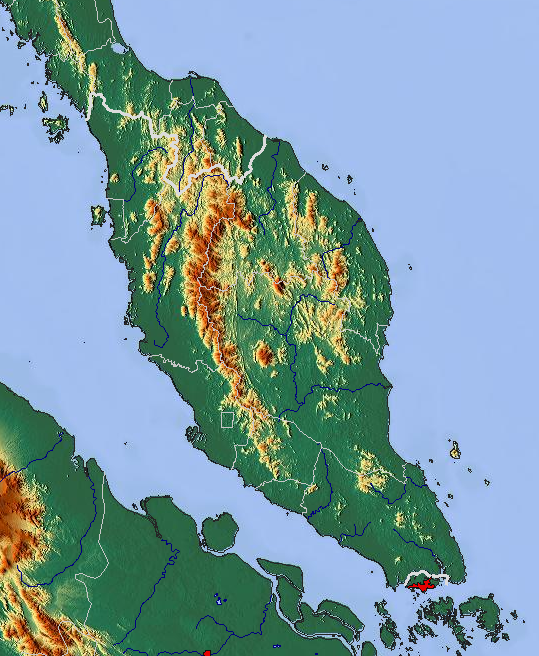
Południowa część Półwyspu Malajskiego

Półwysep Malajski (Malakka) – południowa część Półwyspu Indochińskiego, między Morzem Andamańskim a Morzem Południowochińskim. Od Sumatry oddzielony cieśniną Malakka. Długość wynosi ok. 1450 km. Powierzchnia: ok. 190 tys. km².
Górzysty, na wybrzeżu niziny. Półwysep porastają wilgotne lasy równikowe. Występują plantacje kauczukowca i palmy kokosowej. Wydobywa się rudy cyny.
Na półwyspie leży część Malezji (Malezja Zachodnia), południowa Tajlandia i niewielki fragment południowej Mjanmy. U jego południowego krańca leży wyspa Singapur (na niej – państwo Singapur).
Na starszych mapach półwysep ten był określany nazwą Złoty Chersonez.